# Moucha (film, 1986)
Moucha (v původním anglickém znění The Fly) je americký filmový horor s prvky sci-fi z roku 1986, který režíroval (a zároveň se podílel na scénáři) David Cronenberg. V hlavních rolích se představili Jeff Goldblum, Geena Davisová a John Getz. Jde o remake staršího stejnojmenného snímku z roku 1958, avšak zachovává pouze základní ideu – vědce Setha Brundla, jehož organismus se sloučí s mouchou domácí při teleportačním experimentu. Masky Brundlouchy – hybrida mouchy a Brundla vytvořil Chris Walas, jenž za ně obdržel Cenu akademie (Oscara).

## Obsazení
| Jeff Goldblum  | Seth Brundle – samotářský vědec, fyzik, jenž uvedl do praxe teleportaci.                                        |
| Geena Davisová | Veronica Quaife – novinářka, redaktorka časopisu Particle, zajímá se o Sethovu práci a posléze se s ním sblíží. |
| John Getz      | Stathis Borans – bývalý partner Veronicy a zároveň její nadřízený, šéfredaktor časopisu Particle.               |

## Děj
Seth Brundle, geniální a samotářský vědec se seznámí s novinářkou Veronicou Quaife na večírku pořádaném společností Bartok Science Industries, která zároveň dotuje jeho výzkum. Seth vezme Veronicu do skladiště, které mu slouží jako laboratoř i domov a ukáže jí svůj projekt, jenž má změnit svět: sadu „telepodů“ - teleportů, které umožňují přenést předměty z jednoho podu do druhého. Teleporty fungují na principu atomárního rozkladu a syntézy daného objektu. Veronice chvíli trvá, než jí dojde, o jaký převratný vynález se jedná. Hodlá jej zveřejnit, ale vědec je proti, jeho dílo ještě není hotové, nedokáže transportovat organickou hmotu a živá stvoření. Veronica souhlasí, že zdokumentuje Brundlovu práci. První pokus s přenosem paviána se nezdaří, řídící počítač v cílovém podu stvoří jen krvavou masu.
Charismatický fyzik Veronicu přitahuje a tak s ním naváže vztah. Její soukromí však stále narušuje Stathis Borans, její bývalý arogantní partner a šéfredaktor časopisu Particle. Seth experimentuje dál, teleportuje část syrového bifteku a pak jej osmaží. Veronica jej ochutná a porovná s neteleportovanou částí. Jeho chuť je velmi umělá, ale je to pokrok. Nakonec Brundle dosáhne svého cíle a podaří se mu poslat z jednoho telepodu do druhého dalšího paviána, který se zdá být v pořádku. To však musí potvrdit několikatýdenní testy. Seth navrhne Veronice romantický večer a ona souhlasí. Když ale nalezne na stole poštu - velkou obálku s časopisem Particle, na jehož titulní straně je vyobrazen Brundle, je jí jasné, že Borans se pokouší o další podraz. Omluví se Sethovi a jde si to se svým bývalým milencem vyřídit.
Stathis Borans nejprve Brundleovi nepřikládal důležitost, ale když zaregistroval zápal své bývalé přítelkyně, prověřil si ho. Musí uznat, že je to ve svém oboru velká kapacita, měl dokonce blízko k Nobelově ceně za fyziku. Chce zveřejnit kusé zprávy o Sethově projektu, ale Veronica trvá na tom, že jen ona zná veškeré detaily. Nakonec dojdou ke kompromisu.

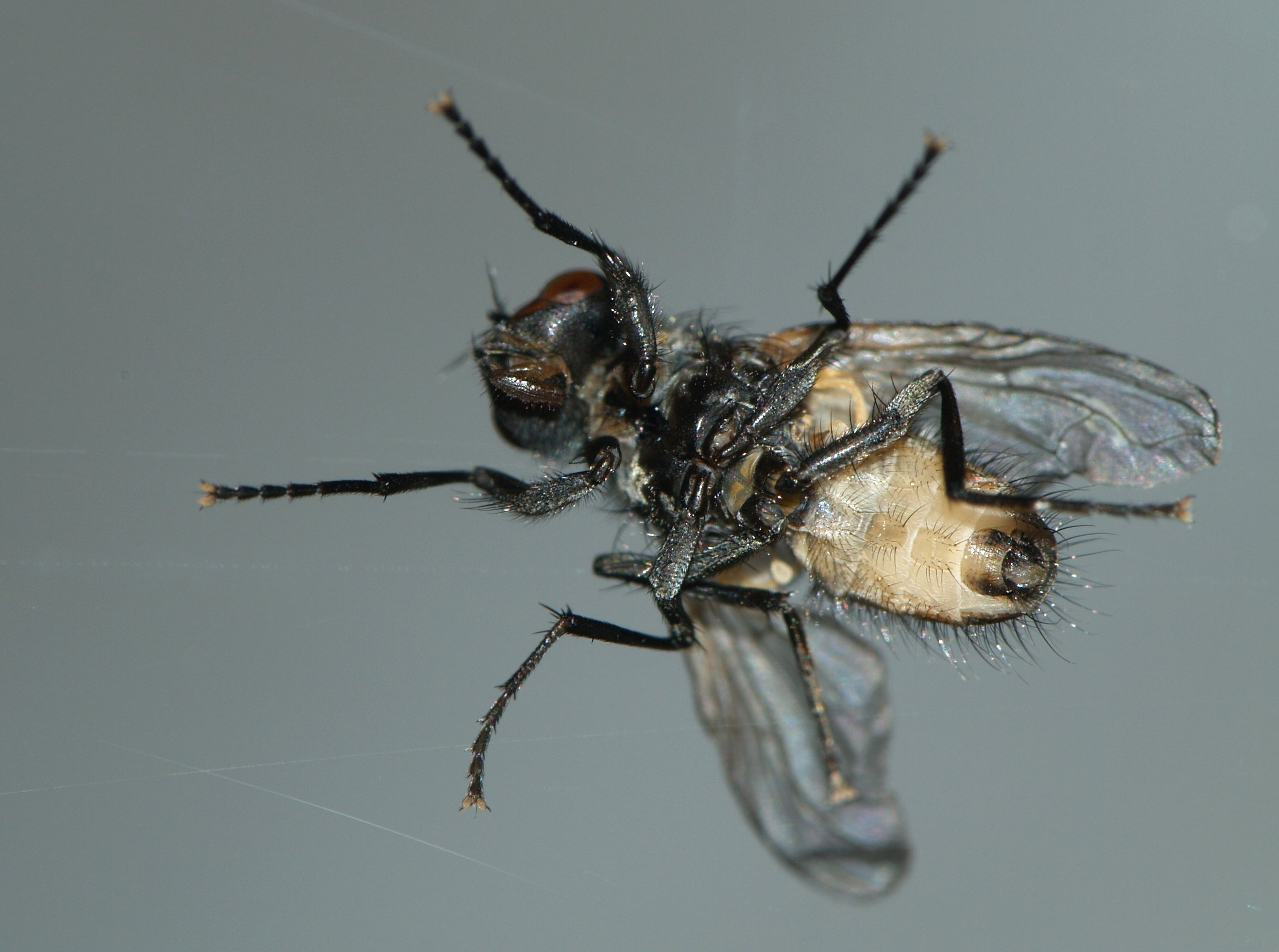
Moucha domácí.

Mezitím si Brundle v laboratoři není jist, jestli jej Veronica nechce opustit a vrátit se k Boransovi. Posílen alkoholem se rozhodne teleportovat sám sebe, aniž by počkal na výsledky testů paviána. Do telepodu se však dostane obyčejná domácí moucha a počítač neví, jak naložit se dvěma různými tvory v jednom telepodu. Rozhodne se pro fúzi – sloučení v jeden organismus – Brundlouchu (angl. Brundlefly). Brundle vyleze ze druhého teleportu zdánlivě v pořádku. Záhy si však uvědomí velký nárůst síly, výdrže a sexuální potence. Věří, že proces přenesení jej očistil a vylepšil jeho tělo. Zanedlouho se však u něj začnou projevovat násilnické sklony a Veronica jej upozorňuje, že se něco nepodařilo, čemuž vědec odmítá uvěřit. Uvědomí si pravdu poté, co si před koupelnovým zrcadlem odtrhne nehet na ruce. Zkontroluje záznamy počítače a zjistí, že došlo ke sloučení na molekulárně-genetické úrovni.
Během několika dalších týdnů se Brundle stále více přeměňuje, odpadávají mu části těla (zuby, uši) a jeho vzhled stále méně připomíná člověka. Přijme fakt, že se stal Brundlouchou a začne demonstrovat specifika mouchy, např. lezení po zdech a po stropě a vyzvracení silných enzymů do jídla k jeho rozpuštění. Veronica vše natáčí na kameru. Brundloucha si uvědomuje své slábnoucí lidské aspekty a naopak sílící primitivní instinkty hmyzu, které přestává ovládat. Aby je oslabila a získala více lidských elementů, instaluje v laboratoři třetí telepod k přenosu dvou lidí.
Veronica s hrůzou zjišťuje, že je se Sethem těhotná a není si jista, jestli se to stalo před nebo po jeho teleportaci. Rozhodne se pro potrat a Borans ji doprovází v noci ke svému známému doktorovi, jenž jej má provést. Brundloucha vnikne do místnosti a unese Veronicu. Prosí ji, aby si dítě nechala, ale Veronica má strach, že porodí mutanta. Borans vnikne s puškou do Sethovy laboratoře, aby zachránil Veronicu, ale je vážně zraněn Brundlouchou, která mu vyzvrací korozivní enzymy na levou ruku a pravou nohu. Chystá se vyzvracet dávku enzymů na jeho tělo, když jej zastaví Veronica.
Brundloucha jí pak odhalí svůj poslední zoufalý plán, teleportuje sebe a Veronicu s nenarozeným dítětem, čímž dojde ke sloučení všech do jedné entity. Vyděšená Veronica se vehementně brání a přitom odtrhne Brundlouše spodní čelist. Brundloucha se definitivně transformuje do hmyzí podoby, uvězní Veronicu v telepodu č. 1 a sama vleze do telepodu č. 2. Stathis Borans se dokáže vzchopit natolik, že odstřelí kabel od telepodu, v němž se nachází Veronica a osvobodí ji. Brundloucha to zaregistruje a rozbije silné sklo svého telepodu. Nestihne však včas vylézt a počítač provede přenos Brundlouchy s částí teleportu. Z cílového telepodu se s námahou vyplazí stvůra obsahující mix Brundlouchy a teleportu a tiše žádá Veronicu, aby ukončila její trápení, přikládá si Boransovu pušku k hlavě. Zdrcená Veronica to odmítá, ale nakonec zmáčkne spoušť a stvůru zabije.

## Citáty
"Vím, bojíš se vstoupit do louže plazmy, nechat se zničit a znovu stvořit." (Seth Brundle)
"Slyšela jsi někdy o hmyzí politice? Ani já ne. Hmyz nemá žádnou politiku. Je velmi, velmi krutý, nezná soucit ani kompromisy. Hmyzu nelze věřit. Rád bych se stal prvním hmyzím politikem." (Brundloucha)

## Nominace a ocenění
Film Moucha získal cenu Oscar za nejlepší masky v roce 1987, byl to jediný Oscar, na nějž byl film nominován. Mnoho žánrových fanoušků a filmových kritiků v té době soudilo, že vystoupení Jeffa Goldbluma si vyslouží nominaci na Oscara za nejlepší mužský herecký výkon v hlavní roli , ale nestalo se tak. Filmový kritik Gene Siskel se následně vyjádřil, že k nominaci nedošlo, neboť starší hlasující členové akademie obecně neoceňují hororové filmy.
Film také vyhrál cenu Saturn v několika kategoriích – za nejlepší hororový film, nejlepšího herce (Jeff Goldblum) a nejlepší masky (Chris Wallas).
Byl rovněž nominován na cenu Hugo v kategorii „Best Dramatic Presentation“.
Nominace na cenu BAFTA v kategoriích nejlepší speciální efekty a nejlepší postavy.

## Související filmy
- Moucha (film, 1958) – původní film s tématem nepodařeného experimentu s teleportací, režie Kurt Neumann, hrají David Hedison, Patricia Owens, Vincent Price, Herbert Marshall, Betty Lou Gerson.
- Moucha II – snímek z roku 1989, pokračování filmu Moucha (1986), režie Chris Walas, hrají Eric Stoltz, Daphne Zuniga, Lee Richardson, John Getz, Garwin Sanford, Gary Chalk, Harley Cross, Jeff Goldblum.

## Zajímavost
David Cronenberg se inspiroval pro design telepodů Setha Brundla motorovým cylindrem svého motocyklu Ducati 450 Desmo.